# Die Burg des Todes
Die Burg des Todes (tschechisch: „Hrad smrti“) ist der Titel eines 1912 publizierten surrealistischen „Traumgedichts in Prosa“ mit autobiographischen Zügen des tschechischen Schriftstellers Jakub Deml. Die deutsche Übersetzung von Christa Rothmeier wurde 1993 veröffentlicht.

## Inhalt
Ein Herausgeber präsentiert das von ihm gefundene fragmentarische Manuskript „Die Burg des Todes“ der Öffentlichkeit. Darin beschreibt der Verfasser in traumartigen Bildern seine Familiensituation und die daraus entstehende Verpflichtung, Priester zu werden. Dies führt ihn in eine Konfliktsituation, die ihn in die labyrinthische Burg des Todes treibt.
Das vorangestellte Motto ist ein Zitat aus Arthur Schopenhauers „Aphorismen“: Innere Impulse könnten unter „uns unbewusster Leitung prophetischer, beim Erwachen vergessener Träume“ stehen.

### Einleitung
Im Vorspann, der mit „Tasov, am 2. Juni 1914“ unterschrieben ist, wird ein Traum erzählt: Auf seiner Reise durch eine ländliche Gegend trifft der Erzähler in einem „übergangshaften“ Raum auf eine Gesellschaft von Theologen und anderen Leuten, die eine Zeitschrift herumreichen. Sie erinnert ihn an die Aufmachung von Březinas Buch „Morgendämmerung im Westen“ und enthält Texte, die rund um das Heft hinauszulodern schienen, als ob sie einen Astralkörper hätten.

### Die Burg des Todes
Im Hauptteil stellt sich der Erzähler als Herausgeber eines fragmentarischen Manuskripts vor, das er unter dem Titel „Die Burg des Todes“ der Öffentlichkeit übergibt. Das Geheimnis seines Fundes, den Fundort in einer anderen Welt, verrät er nicht. Er hat es in sein „Testament versiegelt“ und es wird erst nach seinem Tod entdeckt werden. Er teilt nur so viel mit, dass er die Handschrift am 7. Mai gefunden hat, und beginnt mit der Textarbeit: Er ordnet die nicht nummerierten Seiten, die einzelne Episoden erzählen, nach Zusammenhängen, er entdeckt Randnotizen, die er mit dem Text in Verbindung zu bringen versucht, und palimpsestartige Untertexte, vielleicht Reste einer früheren Fassung, die er in Klammern gesetzt einfügt.
Der Erzähler beginnt mit dem Tag des Fundes. Nach einem Frühlingsgewitter war er „völlig allein“: „Augenblicke, die in Zeit und Raum dem Ruhm, oder der Angst, vorbehalten sind, sind Momente der völligen Isolation“ (S. 54). Dann ging er in sein Arbeitszimmer, untersuchte den Text und legte sich anschließend schlafen. Plötzlich erwachte er und sah an seinem Bett einen Schatten stehen, der seine Armstummel nach ihm ausstreckte. Vor Schreck schrie er auf und sein Bruder kam ins Zimmer.
Nach dem als Überschrift hervorgehobenen Datum zu schließen, begann der Herausgeber am 15. Juni 1912 mit der Erarbeitung der neuen Textfassung, die in den nächsten Abschnitten mit Anmerkungen des Herausgebers wiedergegeben wird:
Der Verfasser der Schrift erinnert sich an einen Weg mit einem Bekannten im Herbst des letzten Jahres durch eine ihm „hoffnungslos“ erscheinende Gegend. Heute kann er sich den Eindruck durch ein Schlüsselerlebnis erklären: Elf Jahre zuvor, neun Monate vor seiner Matura, ging er nämlich denselben Weg mit seinem ältesten Bruder und dieser sagte ihm, dass er Priester werden müsse, offenbar als Opfer für die Rettung seiner an Wachstumsstörung leidenden kranken Schwester Helenka. Durch die Entscheidung für die Theologie musste er die Hoffnung auf Elsa und den schönsten Beruf aufgeben. Verbunden ist sein Priesteropfer mit Schuldgefühlen. Eine eingeblendete Episode bezieht sich auf „große Laster“ und das Kinderfräulein Irene. Dazu fand der Herausgeber ein Glosse: „Die Hexen dürsten nach dem Blut von Jünglingen wie hohle Weiden nach einem Mairegen. Du armer Höllenbube, bald wirst du den Stachel dieser fremden Brüste zu spüren bekommen, wenn zu erkennen ist, dass ihr beide ja doch nur scheußlich seid…“
Seiner Stimmung entspricht die aus dem Fenster erblickte tote Erde. „Ein Traum von gesunden Augen, die in die ausgehackten Höhlen eines Schädels hineingesteckt sind, der eine Woche lang auf dem Schlachtfeld herumkollerte […] Wehe, meine Vision war kein Traum! […] Im höchsten Maß der Verwesung ist das Wasser im Flussbett, in den städtischen Brunnen rinnt Eiter und sickert in alle Gebäude, vor allem Klostermauern durchdringend.“ (S. 69 ff.)
Auf einem anderen Blatt wird die Trennung vom Bruder surrealistisch als Zerreißprobe beschrieben. Er versuchte mit seinem großen Buch auf den davonfahrenden Wagen des Bruders zu springen. Doch das Buch war zu schwer, der Wagen zerbrach, aber der Bruder fuhr, auf die Pferde einhauend, mit dem Vorderteil weiter und ließ ihn zurück. So musste er sein Buch, das „Werk [s]eines ganzen Lebens, […] auf Gedeih und Verderb der rohen Barbarei“ (S. 77) ausliefern.
Heute vergleicht er seine Situation mit der „begnadeter Auserwählter“ (S. 58), welche sich bei der Alternative, ob sie schon im Himmel bleiben oder noch im menschlichen Körper auf der Erde leiden wollen, für die zweite Möglichkeit entscheiden. Zwischen den Erinnerungen an die kranke Schwester reflektiert er über die „Wahl [s]eines Standes“ und den Tod: „wie jeder Schöpfer, so macht auch der Tod vor seinem definitiven Werk Versuche und Studien. Ich erblicke ihn bei diesen Vorbereitungen“.
Eine neue Lebensphase beginnt mit der Vision einer Totenstadt: „die einzige Stadt der Welt; schwarz, ausgetrocknet, düster ist sie, als ob sie aus dem Schutthaufen der biblischen Sintflut ausgegraben worden wäre, schon im Zustand der Karbonisierung, jetzt entblößt aufragend inmitten unendlicher Wälder, in denen die Meiler brennen. […] hier ist Gott […] Das Heilige Abendmahl? KARFREITAG! die Schwärze der Sonne…“ (S. 71 ff.) Der Bruder hatte ihn vor der geheimnisvollen Stadt zurückgelassen. Er fühlte sich von einem Mörder verfolgt. Da er sein Dorf nicht mehr erreichen konnte, so flüchtete er sich in Todesangst durch die Pforte eines mehrstöckigen schneckenhausartigen Labyrinths, eilte durch die dämmrigen Gänge auf ein Licht zu, einen Abglanz des Sonnenlichts, und gelangte in eine Halle. Auf einem Thron saß SIE mit einem schwarzen Gewand und einem einer Elfenbeinschnitzerei ähnelnden Gesicht. Sie stellte ihm „die Freiheit anheim, [s]eine Aufgabe zu erfüllen: FREUDE IN IHR ZU ERWECKEN; ODER – (Noch hatte sich die in dem Bogen stehende [bewaffnete] Mannschaft nicht gerührt.) Wie süß ist es wohl, für ein Wesen zu sterben, das man lieben kann! – Ich hauchte die ganze Inbrunst meiner Seele in dieser Stille aus. […] Sie lächelte schief. […] Karwoche…“ (S. 86 ff.)

## Form
Das nach herkömmlichen Kriterien nicht logisch, nicht chronologisch aufgebaute, einzelne Themen und Motive (Vanitas, Schuld, Erlösungsbedürfnis, Isolation von der Gesellschaft, zwei Welten: Oberfläche und Untergrund, prophetische Einsicht in die Tiefenstrukturen, Visionen, Träume, Verlockungen des Lebens, Familienstruktur, Bruder - kranke Schwester, Stadt und Land) immer wieder von neuem aufnehmende Werk, ist „auch dort, wo es sich äußerlich als Monolog darstellt, ein Dialog - mit anderen Texten und Autoren, mit einem oft unsichtbaren Partner, mit einer gedachten Lesergemeinde oder mit dem Verfasser selbst […] Bei einem Verzicht auf traditionelle Genres entwickeln sich Demls Texte assoziativ nach den Gesetzmäßigkeiten einer von seinem Inneren diktierten […] Topographie, wobei sich Vergangenheit und Gegenwart, Reales und Irreales auf einer Ebene vermengen“.
Im tschechischen Original ist der Text in Gedichtform gedruckt:
Es kam mir vor, als würde ich sterben. Wer kann im Übrigen wissen, ob

Ich damals nicht gestorben bin und nur meine Seele zurückkehrte

An jene Stätten, wo ich gelitten hatte? Diese Hoffnung wird

Von den gegenwärtigen Umständen gänzlich widerlegt. – Eine Stadt? [Hinweis

des Herausgebers. Mit diesem Wort beginnt meiner Vermutung nach

Eine ganz neue Lebensphase – wie ich glaube -

Rückwärts gesehen, im Licht eines anderen Lebens. Dank meiner

[…]

Vorläufig mit der Behauptung begnügen muss, dass die Stadt

Der von mir entdeckten Handschrift im Wesentlichen (ceteris paribus)

Mit Březinas Stadt »Polarwinde« identisch ist. Hier endet die Anmerkung

des Herausgebers.]

## Entstehungsgeschichte
Der Text entstand 1909 als Beschreibung eines Traums. Vor der Veröffentlichung 1912 beriet sich Deml mit seinem in der Einleitung gewürdigten Freund Otokar Březina, der ihm empfahl, erklärende Ergänzungen zum Text zu schreiben. Deml konzipierte die „Burg“ dann als einen gefundenen Text eines unbekannten Autors, der nun publiziert wird. Später wurde noch eine Einleitung hinzugefügt. Josef Váchal illustrierte das Buch mit bunten Holzschnitten.

## Autobiographischer Hintergrund
„Der immer präsente, dominierende Hauptheld […] ist Deml selbst, Autor und Akteur […] zumindest aber der Fokus, durch den gebrochen Dinge und Ereignisse ihre Strahlen auswerfen“. Einzelne Episoden beziehen sich auf Demls Lebensstationen, die Auseinandersetzung mit der katholischen Kirche und seine Familie: zum Zeitpunkt der Publikation ist der Autor 33 Jahre alt, genauso alt wie der fiktive Verfasser der „Burg des Todes“. Dessen Schwester Helenka repräsentiert Demls von Kindheit an kranke und 1910 gestorbene Schwester Matylka. Der älteste Bruder, der den Erzähler zum Priesteramt drängt und ihn vor der Stadt zurücklässt, hat als Vorlage Demls älteren Halbbruder. Die im Text erwähnte Muse Elsa erinnert an die Fabrikantengattin Eliska Wiesenbergerová. Der Mörder, der den Erzähler verfolgt und in die Burg treibt, könnte auf Bischof Huyn aus Brünn, Demls Feind und für ihn die Verkörperung des Bösen, anspielen

## Rezeption
Demls Werk war bei den meisten seiner Zeitgenossen umstritten, ist bis heute in der breiten Öffentlichkeit wenig bekannt und wird in den offiziellen tschechischen Literaturgeschichten kaum berücksichtigt. Die meisten Bücher veröffentlichte der Autor im Eigenverlag. 1912, in einer persönlichen und beruflichen Krisensituation, nach der Publikation der „Burg des Todes“, schrieb Deml an sein Vorbild, den Symbolisten Otokar Březina: „Alle verstummten, alle sprangen weg von mir mit Entsetzen, wie von einer Leiche, wie von einem Betrüger, wie von einem Mörder, wie von einem Ketzer…“
Die Übersetzerin und Literaturwissenschaftlerin Christa Rothmeier beschreibt in ihrem Nachwort zu Die Burg des Todes auch die positive Rezeption: Von einzelnen Literaten wurde Deml von Anfang an als Mitbegründer einer neuen Dichtung gewürdigt. Mit seinen Traumtexten sei er ein Wegbereiter des Surrealismus. Březina, einer der bedeutendsten tschechischen Dichter und Vertreter der Literatengruppe Česká moderna schrieb Deml: „[A]ls Sie ihre Träume schrieben […] war das Ihre heroische Zeit.“ Er haben „ein Werk, einen Schatz geschaffen, zu dem die Dichter heimlich gehen werden, um ihn auszurauben und Literatur zu machen.“ Während viele Kritiker und Poeten dem französischen Surrealismus gehuldigt hätten, hätten sie ihn in Demls Werken schon seit langem entdecken können.: „Diese Träume von Ihnen stehen in absoluter Übereinstimmung mit der Psychoanalyse, sie sind innerlich vollkommen logisch, nur dass das bei Ihnen kein Produkt von Theorien ist, sondern es ist das Leben selbst!“ „Immerhin waren es die bedeutendsten Repräsentanten der tschechischen Literatur […], die Demls Bedeutung und literarische Sprengkraft erkannten“: der Literaturkritiker František Xaver Šalda, die Poeten Vladimír Holan und Jaroslav Seifert, der Avantgardist Vítězslav Nezval (S. 179). Bohumil Hrabal zählt ebenso zu den Bewunderern Demls. In sein „Lesebuch“ hat er dessen Erzählung „Das vergessene Licht“ aufgenommen.
In den sechziger Jahren setzten sich die Literaturkritiker Jindřich Chalupecký und Jiří Němec mit Deml auseinander. Deml wurde in dieser Zeit zu einem Geheimtipp und zur „Kultfigur des Undergrounds und der Jugend, die sich wohl mit seiner Revolte gegen eine institutionalisierte Welt identifizierte“ (S. 179 ff.)

## Ein einziges Buch
Deml hat seine assoziative Methode vor Kritikern verteidigt: Seine Bücher seien nur nach traditionellem literaturästhetischem Verständnis stillos. Was Stil sei, habe er „von unterirdischen Flüssen gelernt. Mit seinen Werken schaffe er ein einziges Buch, in dem er all das weglasse, was nur Sand war“.
In zeitlicher Nähe zur „Burg des Todes“ veröffentlichte der Autor 1914 im Erzählband „Totentanz“ die Prosatexte „Das ewige Licht“, „Der Weiße Bär“ und „Der Fremde“. Sie alle variieren die existentiellen Themen der Angst, des Todes, der Geworfenheit, d. h. der Unausweichlichkeit des Daseins. In den Erzählband „Mein Fegefeuer“ (1929) nimmt der Autor, außer den oben genannten, weitere Prosatexte auf, die in der „Burg“-Zeit entstanden und mit den anderen thematisch, atmosphärisch und poetisch verwandt sind: Der Abgrund meines Geburtsortes, Die Landschaft, Über Benedikt XV., über einen Provinzbahnhof, über ein Buch aus Nüssen, über Seidenfäden und über Mohren, Träume von Prag.

### Das ewige Licht
Der Erzähler beschreibt seine Gedanken auf seinem Weg durch die Stadt: seine Außenseiterstellung, sein Schuldgefühl, den Ekel vor sich, Abschaum zu sein. Die Anderen sind die normalen Bürger in der Industrie und Handelsstadt, die ihm vorkommen wie „Puppen eines Marionettentheaters“, deren Augen entweder nicht sehen oder deren Seele nichts weiß. Deshalb wandert er unter ihnen als Einzelgänger und nimmt auch die Einladung seiner „edelmütigen Wohltäter“ zu einem Festbankett nicht an. Andererseits hat er das Gefühl, die Menschen seien ihm „tributpflichtig“, weil er, im Unterschied zu ihnen, die bedrohliche Atmosphäre wahrnimmt und sie mit Chiffren und Vanitas-Bildern zu fassen sucht: die Sonne ist nicht zu sehen und wirft keine Schatten, alles ist in ein „gedämpftes, gleichmäßiges Licht getaucht […] so, als ob die Schatten vor Grauen erblassten und das Licht fahl würde vor Angst“. Er sieht den Morgen „mit jener Melancholie, die man sehen kann wie eine verlassene Jungfrau auf abgemähten, den starren schwarzen Wäldern auf den umliegenden Berghängen entblößten Wiesen, jener Morgen, das fühlte ich, würde keinen Mittag haben …“ In langen Satzperioden werden Vanitas-Bilder aneinandergereiht: „solange euch der Siechenhausduft eines unsichtbaren ewigen Lichts umweht, der an solchen Tagen aus den starren Wolken über der menschenleeren, verstörten Landschaft hängt, gedenkt, dass ein einziges Vöglein, von aschgrauen Farben […] [das] herumflattert im niedrigen Weidengehölz, dessen Blattwerk von einer leichten Brise, traurig neugierig gelüftet wird, am Ufer eines Flusses, der an seinen schwarzen unbewegten Stellen glänzt wie die umgekippten Körper toter Fische: dass es euch das entsetzte Auge Gottes und eure ganze Ratlosigkeit versinnbildlicht…“
Plötzlich ist die Stadt verschwunden und der Erzähler steht, ähnlich der „Burg des Todes“, allein in einem Kellerverlies. In einer die Sinnesebenen vermischender Wahrnehmung erkennt seine Seele das „ewige Licht“: „Es herrscht hier eine solche Stille, dass das Geräusch der »Sonnen«strahlen zu hören ist die aus dem Grab [seines Freundes], vor Frische gleichsam perlend und wie ein Duft aus einem offenen Schrank emporlodert.“ Er spürt in sich unterschiedliche Regungen und denkt an Flucht aus dem Gewölbe: Ein „fieberhafte Verlangen nach dem Leben dort oben, und durch die Erdschichten, schien [ihm], hörte [er] die Schritte der stummen, traurigen, aber immerhin lebenden Passanten“. Andererseits ruft ihn sein Freund in einem Gewand, „steif von der Lust des Paradieses“ mit „wie Marmor“ lächelnden Lippen zu sich. Er wird von den Augen „dieses Glückseligen“, die fest auf sein Wesen zielen und ihn wie ein Licht durchdringen, gebannt. Als ihm die Erscheinung verheißt, er könne sich im Fegefeuer von seinen Sünden reinigen und der Hölle entgehen, stürzt er sich „in dieses Licht wie in einen Abgrund.“

### Der weiße Bär
Der Erzähler erwacht in einem fremden ärmlichen Zimmer in einem Gebäude ohne Ausgang, und er weiß, dass hier der Tod auf ihn wartet. Einziges Mobiliar ist ein Koffer, der ihn „anblickt als ein, gleichzeitig mit [ihm] von ewiger und unabwendbarer Vernichtung bedrohter Bruder“ (S. 9). Darin liegt eine Bombe. Plötzlich taucht ein weißer Bär auf, der „mit der rechten Tatze sich bekreuzigend, [bittet] [-], sich selbst töten zu dürfen“ Darüber wie unter einem Schlag entsetzt, stürzt der Erzähler zu Boden …

### Der Fremde
Der Erzähler wird von dem Fremden besucht und dieser spricht über die Literatur, seine Erfahrungen, Traum und Wirklichkeit, seinen deutschen Großvater. Im letzten Teil seines Monologs teilt er, in Metaphern, Grundsituationen seines Lebens mit: die Sicherheit des Vogels im gefährlichen freien Flug und seine Unsicherheit im geschützten Nest. Die Abnahme seines Gesichts, um es zu betrachten, und das Erschrecken eines ihm auf der Treppe begegnenden Offiziers beim Anblick seines blutigen, gesichtslosen Kopfes.

### Der Abgrund meines Geburtsortes (1911)
„In einem unendlichen Abgrund leben fürchterliche Geisteswesen, die sich in den Abgrund stürzen und wieder auftauchen. Nach dem dritten Sprung kommen sie nicht wieder an die Oberfläche, sondern schreien, als ob dieser Schrei aus einem durchbohrten Herzen hervorschießen würde, das noch nicht ausgeblutet ist…“

### Die Landschaft
Der Erzähler wanderte durch „eine Landschaft gespannt wie ein Bogen, und sie hatte zwei Horizonte, und dieser Mensch sollt dort und dort hingehen, ohne zu wissen warum […] Eine Landschaft rein wie auf einem japanischen Holzstich. Schweigsam. Milch, die vergeblich blüht. Eine weiße Frau ging hier vor langer Zeit. Und dann geschah ein Mord. Es ritt ein Hochzeitszug auf Pferden, und sie wurden hier überfallen und bis auf den letzten Mann erschlagen. Viele Lieder und fröhliche Stimmen wurden hier in ein paar Minuten auf ewig zum Schweigen gebracht. […] Und aus der Dämmerung […] war ein Lied zu hören: ‚Liebe, Liebe, Du verwünschte Blume…‘“

### „Über Benedikt XV., über einen Provinzbahnhof, über ein Buch aus Nüssen, über Seidenfäden und über Mohren“ und „Träume von Prag“
Die beiden Texte „Über Benedikt XV., über einen Provinzbahnhof, über ein Buch aus Nüssen, über Seidenfäden und über Mohren“ und „Träume von Prag“ bestehen aus einer Reihe von Träumen, die v. a. Orientierungsprobleme bei der Suche eines Freundes in der Stadt, vergebliche Bemühungen, der geliebten Frau zu folgen, und surreale Begegnungen auf einem Friedhof schildern. Damit verbunden ist die Auseinandersetzung mit der katholischen Kirche: z. B. mit dem „schreckliche[n], kalte[n], trostlose[n] Ritus […] von Verdammten […] alle Formeln und alle Gesten der Sakramente beizubehalten und auszuführen, aber nicht mehr an Gott zu glauben“ (S. 101). Einleitend reflektiert der Erzähler über die prophetische Aussage der Träume für den Gläubigen und ihren Zeichencharakter für den Ungläubigen: „Mit manchen Träumen muss Gott uns erschrecken“ (S. 93).

## Adaption
2008 Dramatisierung: „Divadlo U stolu“ (Theater am Tisch). Zentrum für Experimentelles Theater in Brünn.